# Opération Larlar
L'Opération Larlar (pour Lydda - al-Ramla - Latroun - Ramallah) est le nom de code donné à une opération de la Première Guerre israélo-arabe menée pendant la campagne des 10 jours du 8 au 18 juillet 1948 et qui visait à renforcer la position de Jérusalem notamment vis-à-vis du couloir jusqu'à Tel-Aviv.
La première phase, l'Opération Dani, qui visait à prendre Lydda (Lod) et Ramle (ou al-Ramla) fut un succès militaire mais l'attaque contre Latroun échoua.